# Elecciones parlamentarias de Noruega de 1969
Las elecciones parlamentarias de Noruega fueron realizadas los días 7 y 8 de septiembre de 1969. A pesar de que el Partido Laborista fue el partido que obtuvo la mayor cantidad de escaños (74 de 150), la coalición de partidos de centro y de derecha logró ganar 76 escaños, por lo que pudieron seguir en el poder. Los estrechos resultados y el temor de que ambos bloques hubieran obtenido la misma cantidad de escaños, llevaron a que se incrementará el número de escaños a una cifra impar en el Storting para las elecciones parlamentarias de 1973.

## Resultados
| Partido                     | Votos     | %    | Escaños | +/–   |
| --------------------------- | --------- | ---- | ------- | ----- |
| Partido Laborista           | 1 004 348 | 46.5 | 74      | 6     |
| Høyre                       | 406 209   | 18.8 | 29      | 2     |
| Venstre                     | 202 553   | 9.4  | 13      | 5     |
| Partido de Centro           | 194 128   | 9.0  | 20      | 2     |
| Partido Demócrata Cristiano | 169 303   | 7.8  | 14      | 1     |
| Partido Popular Socialista  | 73 284    | 3.4  | 0       | 2     |
| Partido Comunista           | 21 517    | 1.0  | 0       | 0     |
| Cristianos-Conservadores    | 83 073    | 3.9  | *       | –     |
| Centristas-Cristianos       | 83 073    | 3.9  | **      | –     |
| Socialistas-Comunistas      | 3203      | 0.2  | 0       | –     |
| Partido Democrático Noruego | 561       | 0.0  | 0       | 0     |
| Lista Popular Lapp          | 527       | 0.0  | 0       | Nuevo |
| Votos Salvajes              | 6         | 0.0  | –       | –     |
| Votos en blanco/nulos       | 8697      | –    | –       | –     |
| Total                       | 2 162 596 | 100  | 150     | 0     |
| Participación electoral     | 2 579 566 | 83.8 | –       | –     |
| Fuente: Nohlen & Stöver     |           |      |         |       |

*La lista conjunta del Høyre y el Partido Demócrata Cristiano obtuvo dos escaños, cuyos partidos se quedaron con un escaño respectivamente.
**La lista conjunta del Partido de Centro y el Partido Demócrata Cristiana obtuvo cuatro escaños, de los cuales tres quedaron en manos del Partido de Centro y el otro se lo quedó el Partido Demócrata Cristiano.